# کریوی دل
کریوی دل (به صربی: Krivi Del) یک منطقهٔ مسکونی در صربستان است که در تسرنا تراوا واقع شده‌است. کریوی دل ۱۹۸ نفر جمعیت دارد.